# Margaret Olivia Slocum Sage
Margaret Olivia Slocum Sage, conocida como Olivia Sage (8 de septiembre de 1828 - 4 de noviembre de 1918), fue una filántropa estadounidense, conocida por sus contribuciones a la educación y las causas progresistas. En 1869 se casó con el barón ladrón Russell Sage como su segunda esposa. Al enviudar en 1906, heredó una fortuna estimada en más de 63 millones de dólares para ser utilizada a su discreción. : 164 
Siendo una exmaestra, Olivia Sage apoyó fuertemente la educación, financiando programas y la construcción de edificios en Siracusa y otras universidades. Estableció la Fundación Russell Sage en 1907 y fundó el Colegio Russell Sage en 1916, además de dotar programas educativos para mujeres.

## Primeros años y educación
Margaret Olivia Slocum, conocida como Olivia, nació en Syracuse (Nueva York), hija de Margaret Pierson (nacida Jermain) y de Joseph Slocum. Después del pánico financiero de 1837 y de la disminución del tráfico por los canales después de la construcción de ferrocarriles en todo el estado, los negocios y almacenes de su padre comenzaron a dejar de ser rentables. A pesar de las dificultades financieras de su padre, Olivia se educó en escuelas privadas y se graduó en 1847 en el Troy Female Seminary (más tarde llamado Emma Willard School, una escuela preparatoria).

## Carrera
Olivia Slocum se mantuvo a sí misma enseñando durante 20 años en Syracuse (Nueva York), donde vivía con sus padres, y en Filadelfia. Su padre continuó intentando salvar sus negocios, pero en 1857, gravemente enfermo de tuberculosis, tuvo que vender su casa familiar en Syracuse. Olivia y su madre tuvieron que mudarse con sus familiares.
Durante la Guerra Civil, Olivia Slocum se mudó a Filadelfia, donde trabajó como institutriz para una familia acomodada. También fue voluntaria en un hospital militar.

## Matrimonio y familia
En 1869, a los 41 años, Olivia Slocum se casó con Russell Sage, un viudo financiero y barón ladrón doce años mayor que ella. No tuvieron hijos. Olivia se involucró en actividades definidas por su papel de esposa.
En 1906, Sage murió y dejó toda su fortuna de unos 70 millones de dólares a Olivia, sin restricciones sobre cómo debía usarla.

## Filantropía

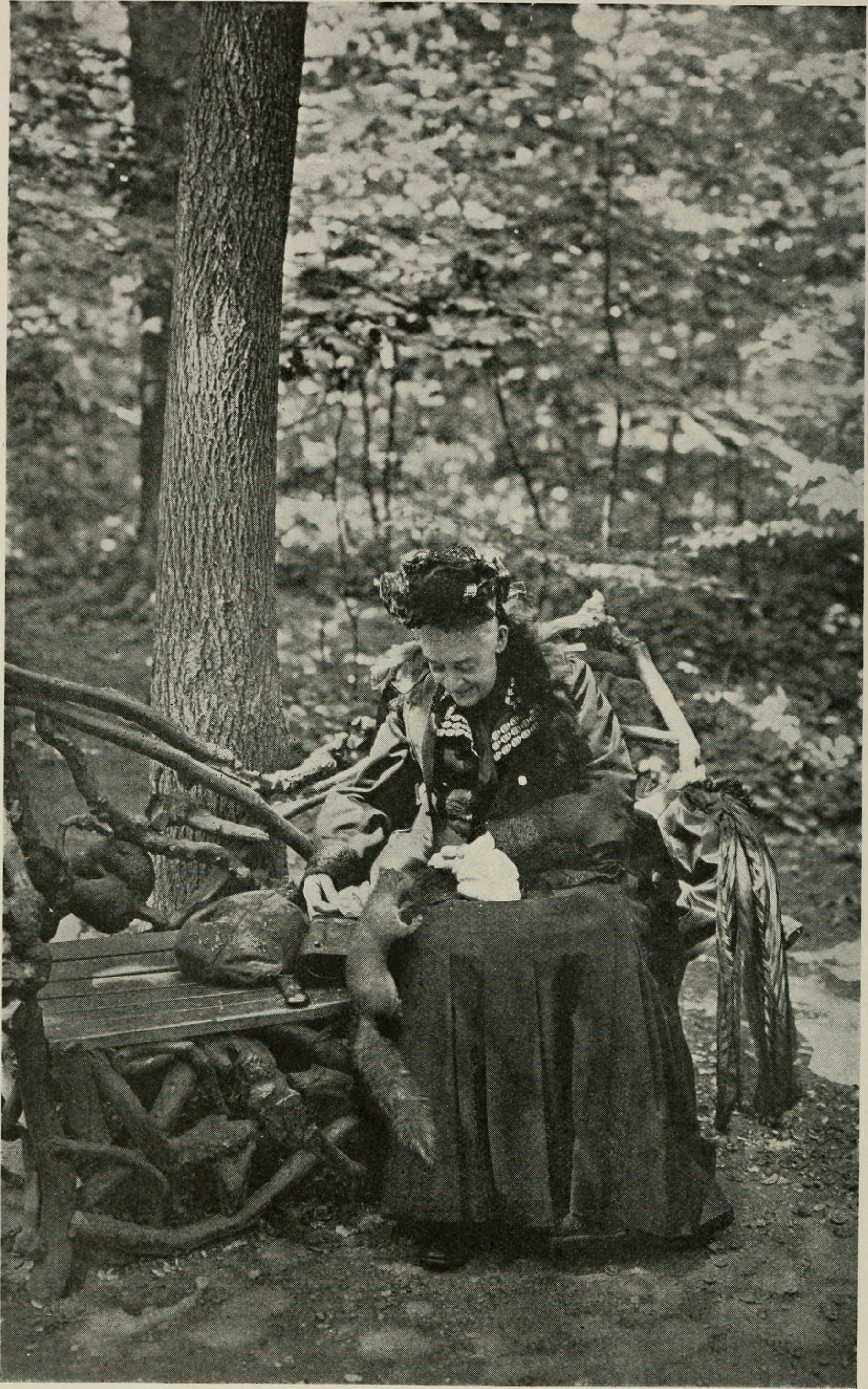
Retrato de Margaret Olivia Slocum Sage con ardillas, 1915.

Su filosofía se resumió en su artículo titulado "Oportunidades y responsabilidades de las mujeres ociosas", que incluye "ayudar a los desafortunados brindándoles un buen ambiente, oportunidades de autosuficiencia y responsabilidad individual, y protección contra las personas sin escrúpulos". La señora Sage donó la Isla de la Constitución al gobierno federal como una adición a West Point.: 163–164 
En 1905, Olivia Sage le comunicó a la Universidad de Siracusa que compraría el castillo de Yates y sus propiedades circundantes para albergar una universidad de maestros. Este proyecto independiente demostró su apego a Syracuse, su identificación como maestra y su compromiso con la educación de las mujeres.
Sage se convirtió en mecenas de E. Lilian Todd (la primera mujer en el mundo en diseñar aviones) después de ver el primer diseño de avión de Todd en una exposición en los Madison Square Gardens, en 1906.

### Fundación Russell Sage
Su mayor donación individual fue de 10 millones de dólares en 1907 para crear y dotar a la Fundación Russell Sage, dedicada a los estudios de temas sociales y a recomendar soluciones a problemas ligados con estos asuntos. 
En 1908 donó 650.000 dólares a la Universidad de Yale, lo que permitió la compra de la propiedad Hillhouse, para lo que se desarrolló como Science Hill de la universidad. En 1909, Sage donó Holder Hall a la Universidad de Princeton, que lleva el nombre de su antepasado cuáquero Christopher Holder, que había sido perseguido en el Massachusetts colonial por su religión.

### Universidad de Cornell
Dos años después, Sage donó 300.000 dólares a la Universidad de Cornell para la construcción de un dormitorio para mujeres, Risley Hall, que lleva el nombre de su suegra. Su promoción de la educación de las mujeres también incluyó la financiación de la construcción de la Casa Olivia Josselyn en 1912, llamada así por su abuela, en el Vassar College, una universidad para mujeres.

### Isla Marsh
También en 1912, Sage adquirió isla Marsh en el Golfo de México, y la dedicó al establecimiento de un refugio para pájaros y otros animales salvajes.

### Russell Sage College
En 1916, Sage fundó el Russell Sage College en Troy, Nueva York, como una universidad integral para mujeres. El colegio está ubicado dentro de lo que desde entonces ha sido designado como el distrito histórico de Troy, un área que figura en el Registro Nacional de Lugares Históricos. La universidad ofrece programas educativos de artes liberales y programas de grado profesional para estimular a las estudiantes a convertirse en mujeres de influencia en sus carreras y sus comunidades.

### Sag Harbor
Olivia Slocum Sage pasaba sus veranos regularmente en una casa en Sag Harbor, Nueva York, un antiguo pueblo de pescadores de ballenas en el este de Long Island. Organizó la construcción de una biblioteca en el pueblo y donó la mayoría de los fondos. Nombró la biblioteca en honor a su abuelo, el Mayor John Jermain, quien luchó en la Revolución Americana. La biblioteca diseñada por Augustus N. Allen, se presentó en 1910 como un regalo para la gente del pueblo. El terreno costó 10.000 dólares, y estaba directamente frente a la casa de verano de Sage en Main Street.
La residencia de verano de Olivia Sage durante muchos años en el pueblo fue adaptada para su uso como el Museo de Ballenas Sag Harbor de la ciudad. En 2017, en honor del centenario del derecho al voto de las mujeres en el Estado de Nueva York, la Fundación William G. Pomeroy obtuvo la aprobación para la instalación de un rótulo histórico en la carretera, junto a la antigua casa de Sage en Sag Harbor, para reconocer sus contribuciones al movimiento sufragista.

### Legado
La historiadora Ruth Crocker ha estudiado cómo Olivia Sage previó en su testamento la distribución de su riqueza: su legado tenía cincuenta y dos partes iguales. Diecinueve instituciones educativas nombradas recibieron una parte, alrededor de 800.000 dólares cada una. Dispuso legados más grandes de 1,6 millones cada uno a las instituciones siguientes: la Escuela Emma Willard, el Hospital de la Mujer, la Sociedad de Ayuda a los Niños, la Sociedad de Organizaciones de Caridad, el Museo Metropolitano de Arte, el Museo Americano de Historia Natural y la Universidad de Syracuse. También proporcionó grandes donaciones en su testamento a una gran variedad de iglesias, misiones y otras causas religiosas.
Por su legado, Sage donó 2.750.000 dólares a título póstumo para el desarrollo de las Russell Sage Foundation Homes' en 1919, una comunidad suburbana en Forest Hills Gardens, Queens. Además, realizó numerosas donaciones al Instituto Politécnico Rensselaer (IPR) y a la Escuela Emma Willard, ambos centros educativos situados en Troy. Estas contribuciones incluyeron fondos donados por Sage que respaldaron importantes mejoras en el campus del Instituto Politécnico Rensselaer: la construcción del comedor Russell Sage en 1916 (llamado así por el sobrino de Sage, que se graduó allí en 1859); y un millón para el desarrollo del Laboratorio Russell Sage. Esta fue la base del Departamento de Ingeniería Eléctrica y Mecánica de Rensselaer. 
Slocum Sage también contribuyó a la Escuela Nacional de Capacitación en Durham, Carolina del Norte (ahora Universidad Central de Carolina del Norte), fundada por James E. Shepard para maestros negros y afiliada al movimiento Chautauqua. Hasta 1915, la suma total de las donaciones de Sage superó los 23 millones de dólares.

## Lecturas relacionadas
- Crocker, Ruth. "From Widow's Mite to Widow's Might: The Philanthropy of Margaret Olivia Sage." Journal of Presbyterian History (American Presbyterians) 74, no. 4, Winter 1996, 253-264.
- --------------. "The History of Philanthropy as Life-History: A Biographer's View of Mrs. Russell Sage." In Philanthropic Foundations: New Scholarship, New Possibilities, ed. Ellen Lagemann. Bloomington: Indiana University Press, 1999, 318-328.
- --------------. " 'I Only Ask You Kindly to Divide Some of Your Fortune with Me': Begging Letters and the Transformation of Charity in Late 19th Century America." Social Politics 6, Summer 1999, 131-160.
- --------------. "Mrs. Russell Sage: 'Private Griefs and Public Duties'", In Ordinary Women, Extraordinary Lives: Women in American History, ed. Kriste Lindenmeyer. Wilmington, DE: Scholarly Resources, 2000, 147-159.
- --------------. Splendid Donation: A Life of Philanthropist Mrs. Russell Sage, Bloomington: Indiana University Press, 2003.

de Forest, Robert W. "Margaret Olivia Sage, Philanthropist." The Survey 41, 1918, 151.
- Gleason, Arthur Huntington. "Mrs. Russell Sage and Her Interests." The World's Work 13, November 1906, 8182-8186.
- Hammack, David C. "The Russell Sage Foundation, 1907-1947: An Historical Introduction." In The Russell Sage Foundation: Social Research and Social Action in America, 1907-1947, Frederick, MD: UPA Academic Editions, 1988, 1-14.